# Heinrich Limpricht

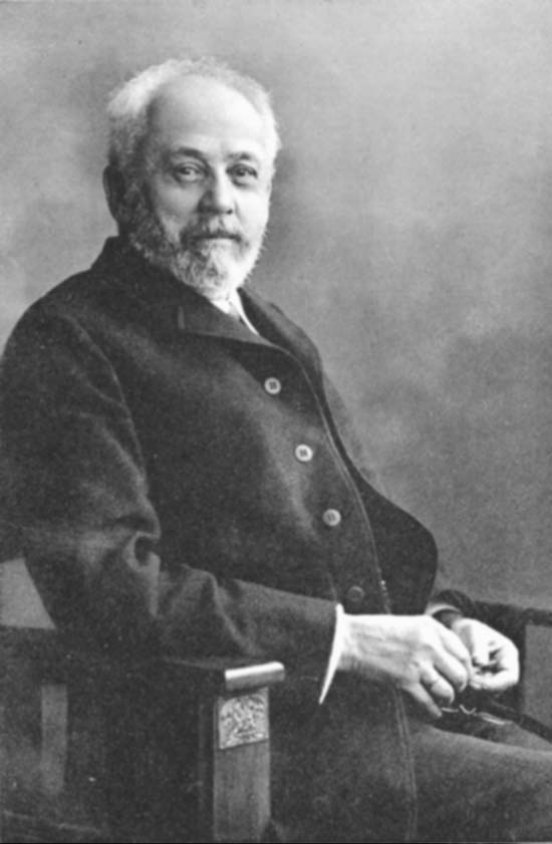
Heinrich Limpricht

Heinrich Franz Peter Limpricht (* 21. April 1827 in Eutin; † 13. Mai 1909 in Greifswald) war ein deutscher Chemiker.

## Leben
Limpricht war der Sohn des Hofbaumeisters Johann Friedrich Limpricht. Er ging in Eutin aufs Gymnasium und befasste sich dort schon mit dem Lehrbuch der Chemie von Eilhard Mitscherlich. 1844 ging er vor dem Abitur ab und begann ein Maschinenbaustudium am Collegium Carolinum in Braunschweig. Er hörte dabei auch Chemie bei Friedrich Julius Otto. Davon angeregt beschloss er, im Anschluss Chemie zu studieren, und holte nach dem Abschluss am Collegium Carolinum in Ratzeburg 1848 sein Abitur nach. Danach nahm er auf Schleswig-Holsteiner Seite im Aufstand gegen Dänemark teil. Ab Juni 1848 studierte er Chemie in Göttingen bei Friedrich Wöhler, dem Pharmakologen August Wiggers und dem Mineralogen Johann Friedrich Ludwig Hausmann. Er war ab 1849 Assistent von Wöhler und wurde bei diesem 1850 promoviert (über die aus Cyanursäure und Aether entstehenden Verbindungen). 1852 habilitierte er sich mit der Arbeit Atomgewichtsbestimmungen des Iridiums und Platins.  Ab 1852 war Limpricht Privatdozent und ab 1854 außerordentlicher Professor in Göttingen, bevor er 1860 ordentlicher Professor am Institut für Organische Chemie in Greifswald wurde. Einen Ruf nach Gent und das Angebot, Ko-Direktor des Chemischen Instituts in Göttingen bei doppeltem Gehalt zu werden, lehnte er zuvor ab. In Greifswald, wo bis dahin nur ein kleines Labor in der Frauenklinik bestand und wo sich bis dahin die Chemieausbildung im Wesentlichen auf die der Mediziner und Apotheker beschränkte, baute er das Chemische Institut auf. Der Neubau nach Plänen von Limpricht, der unter Wöhler zuvor das neue Chemische Institut in Göttingen entworfen hatte, wurde 1862 eröffnet. Aus Göttingen nahm er seinen Assistenten Hugo Schwanert mit, der 1875 Ko-Direktor des Chemischen Instituts wurde. In seiner Zeit nahm auch nicht zuletzt dank der Bemühungen Limprichts die Ausbildung der Pharmazeuten in Greifswald einen Aufschwung. 1871/72 war er Rektor der Universität. Er emeritierte 1900 und sein Nachfolger wurde Karl von Auwers aus Heidelberg. 
Er befasste sich besonders mit der Chemie von Aldehyden und Ketonen. Bekannt ist er für die erste Synthese des Furans (1870), von ihm Tetraphenol genannt. 1866 hatte er Anthracen synthetisiert, 1855 Leucin und 1859 Pinakol aus Aceton. Außerdem analysierte er Naturstoffe, zum Beispiel aus Flechten oder tierischen Gallen. Später befasste er sich mit aromatischen Sulfonsäuren und deren Derivaten und der Bestimmung von Nitrogruppen. Er veröffentlichte über 300 wissenschaftliche Aufsätze und zwei Lehrbücher und betreute 105 Doktoranden.
Er war mit Charlotte Murray (1832–1907) verheiratet, der Tochter des Arztes und Inspektors des Zoologischen Museums in Göttingen August Murray, und hatte mit ihr fünf Töchter. Seine älteste Tochter Marie (1856–1925) heiratete am 25. Juni 1875 den protestantischen Theologen Julius Wellhausen. 
Im Jahr 1888 wurde er zum Mitglied der Leopoldina gewählt. 1887 wurde er Geheimer Regierungsrat. 1907 erhielt er den Roten Adlerorden zweiter Klasse mit Eichenlaub und 1900 den Kronenorden zweiter Klasse. 1865 wurde er Ehrendoktor der Medizinischen Fakultät in Greifswald.
Zu seinen Schülern zählen Robert Otto, Max Delbrück, Anton Geuther und der pharmazeutische Chemiker Heinrich August Beckurts (1855–1929).

## Schriften
- Grundriss der Organischen Chemie, 1855
- Lehrbuch der Organischen Chemie, 2 Bände, 1860, 1862